# Антим Никомидијски
Антим Никомидијски био је епископ Никомидије у Битинији, где је обезглављен током прогона хришћана, за време цара Диоклецијана, у којем су текле „реке крви”.

## Историја
Никомидија је било главно пребивалиште Диоклецијана и било је полухришћанско место, а сама палата била је испуњена хришћанима. Хришћански извори помињу „Светих двадесет хиљада мученика никомидијских”. Главна хришћанска црква у Никомидији уништена је 23. фебруара 303. године, а сутрадан је објављен први едикт. Убрзо након проглашења едикта, у царској палати је избио пожар; оптужени су били хришћани. Масакри су се догодили у хришћанским заједницама Битиније након постављања олтара на пијацама на којима нису дозвољене трансакције док није извршена жртвовање боговима.
На захтев чланова своје конгрегације, Антим се склонио у малом селу Омана, где је пружио помоћ преживелима и послао је охрабрујућа писма хришћанима. Када су Максимијанови војници послати да га пронађу, он их је дочекао и нахранио пре него што је открио ко је он заправо. (Детаљ који се односи на Максиминуса сугерише да су два прогона била помешана.) Изненађени његовом љубазношћу, војници су му обећали да ће рећи Максимину да га нису нашли, али се Антим вратио с њима и успут их крстио.
Филип Шаф и Хенри Вејс напомињу да се у фрагментираном писму сачуваном у Ускршњој хроници, које је написао Лукијан Антиохијски на самрти, спомиње Антим, еписком из Никомидије, који као да је управо претрпио мучеништво. Шаф и Вејс напомињу да је Лукијан био затворен и убијек током прогона Максимина Даја (311. или 312. године) и зато закључују да је, ако је фрагмент оригиналан, Антим претрпио мучеништво не под Диоклецијаном, него под Максимином.